# Casco (anatomia)

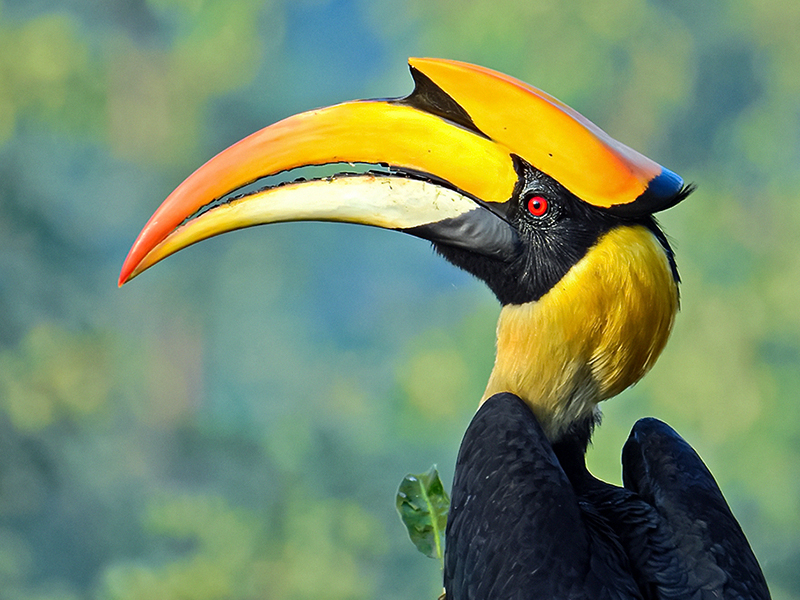
Come la maggior parte dei buceri, questo maschio di bucero maggiore ha un caratteristico casco sul cranio

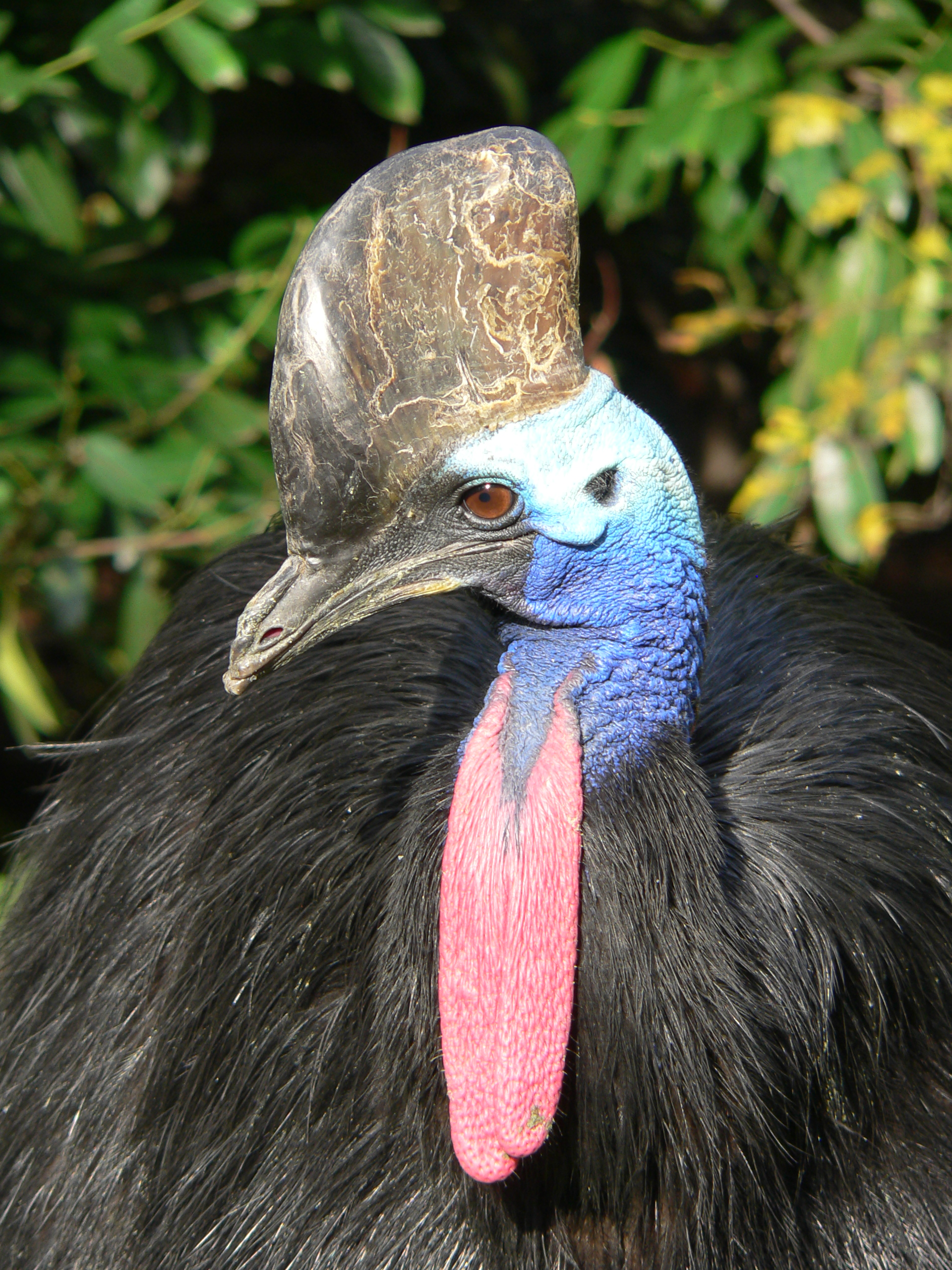
Il casco ossea vascolarizzato del casuario meridionale aiuta l'uccello a liberarsi del calore in eccesso

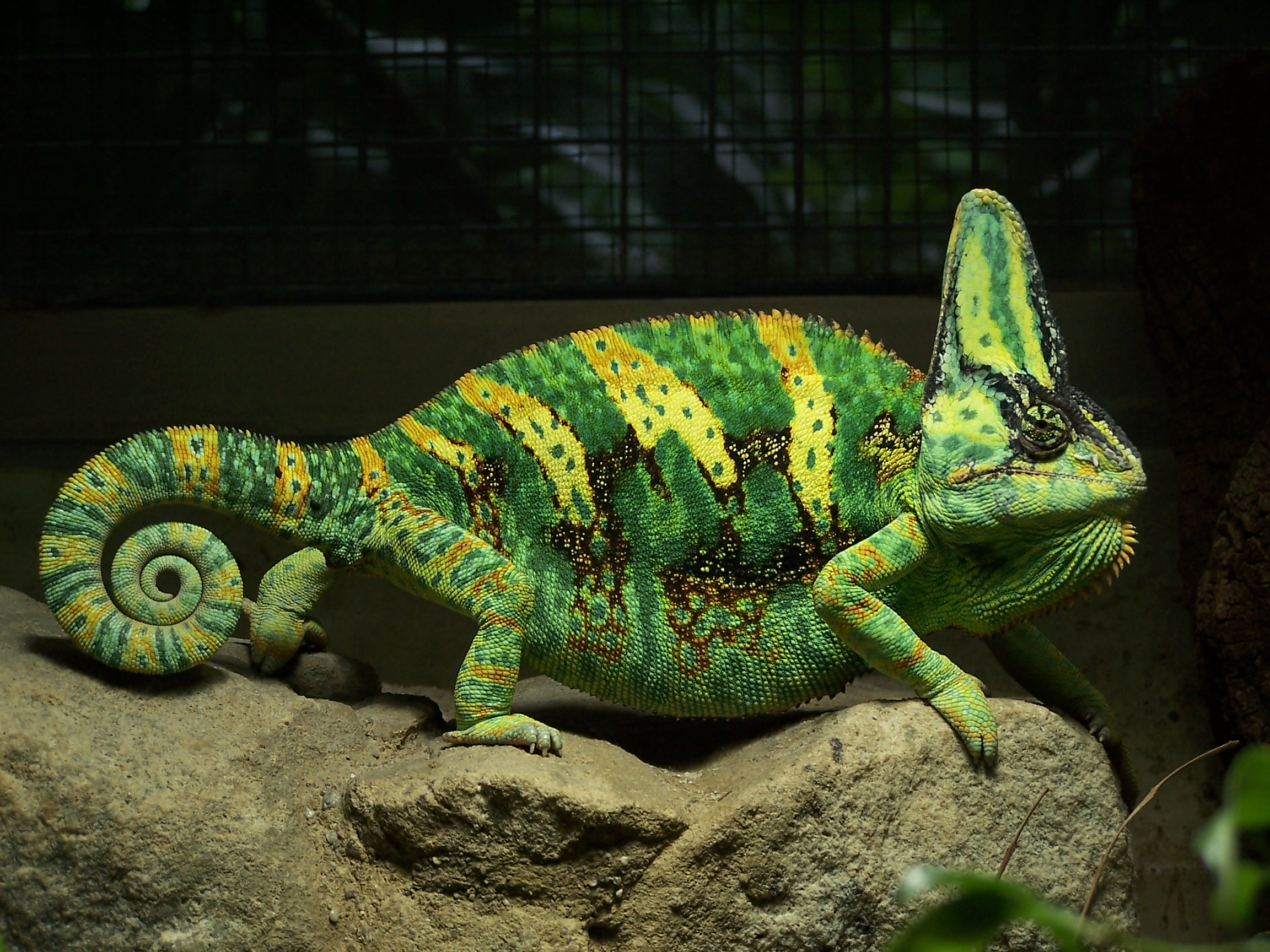
L'alto casco del camaleonte velato fornisce un'area espansa per l'attaccamento della muscolatura della mascella e può anche aiutare l'animale a raccogliere l'umidità o immagazzinare grasso

In biologia, un casco è una caratteristica anatomica che si trova in alcune specie di uccelli, rettili e anfibi. Negli uccelli, è un ingrossamento delle ossa del cranio, sulla parte anteriore del muso, sulla sommità della testa, o su entrambi. È stato ipotizzato che il casco serva da segnale visivo per indicare sesso, stato di maturità o stato sociale di un uccello; come rinforzo alla struttura del becco; o come una camera di risonanza, potenziandone i richiami. Inoltre, possono essere utilizzati in combattimento con altri membri della stessa specie, nella raccolta del cibo o nella termoregolazione.

## Uccelli

### Struttura
I caschi si trovano in un diverse specie di uccelli, tra cui la maggior parte dei buceri, tutti i casuari, il maleo, il guan cornuto, la faraona mitrata e diverse specie di curassow. Nella maggior parte di queste specie, il casco è un'estensione ossea della mascella o del cranio, ricoperta da uno strato di pelle cornificata. Tuttavia, i casuari presentano uno strato schiumoso ed elastico di collagene tra l'osso e la pelle. I caschi dei buceri crescono da un'area di tessuto vascolarizzato anteriore al cranio. Nella maggior parte di queste specie, il casco è prevalentemente cavo, con una rete di filamenti ossei all'estremità posteriore. Nei giovani uccelli la struttura nasce piccola e bulbosa, sviluppandosi con la crescita dell'animale, e alla maturità sessuale dell'animale è tipicamente più grande nei maschi che nelle femmine. Per le specie più grandi con caschi più grandi, il processo di crescita può richiedere fino a sei anni. In genere, se i caschi maschili e femminili di una specie hanno dimensioni simili, tendono ad essere di colore diverso, e se sono colorati in modo simile, tendono ad avere dimensioni diverse. Le specie di bucero che vivono in aree aperte e asciutte tendono ad avere caschetti più piccoli rispetto a quelli che vivono in aree più boschive.

### Funzione
I caschi possono svolgere funzioni diverse in base alla specie e possono svolgere più funzioni in una singola specie. Nei buceri, i caschi dei maschi e delle femmine di ciascuna specie differiscono per dimensioni, forma, struttura e colore, e i caschi dei giovani sono diversi da quelli degli adulti. Queste differenze possono aiutare nel riconoscimento di potenziali compagni o rivali. I caschi sul becco, in particolare quelli che corrono per tutta la lunghezza, o quasi, del culmen, possono aiutare a rafforzare un becco lungo e ricurvo, consentendo una forza del morso più forte sulla punta del becco.
Alcune specie usano i loro caschi per combattere con altri membri della stessa specie. I maschi del bucero dall'elmo (Rhinoplax vigil), ad esempio, si scontrano con i loro caschi in combattimenti a mezz'aria che possono durare fino a due ore. Anche i maschi di bucero maggiore (Buceros bicornis) si scontrano facendo cozzare i loro caschi, a volte in combattimenti aerei, a volte mentre uno dei due uccelli è appollaiato. I buceri grigi indiani (Ocyceros birostris) si scontrano sia in battaglie aeree, sia mentre entrambi i contendenti sono appollaiati. Sebbene la maggior parte degli scontri coinvolga due maschi, possono verificarsi scontri anche tra membri di una coppia.
La termoregolazione è una delle funzioni primarie dei caschi. Gli studi hanno dimostrato che i caschi disperdono efficacemente il calore alle alte temperature e aiutano a limitare la perdita di calore a temperature più basse. Alcuni casuari sono stati osservati immergere i loro caschi nell'acqua per raffreddarsi quando le temperature erano elevate. Diverse teorie avanzate dai biologi nel corso degli anni, come l'uso dei caschi per proteggere la testa degli uccelli mentre si muovono attraverso la foresta, che servano da "pala" durante la ricerca del cibo o che vengano usati durante i combattimenti intraspecifici, sono ora ampiamente scartati a causa della mancanza di osservazioni sul campo che confermino tali usi.

### Problemi e minacce

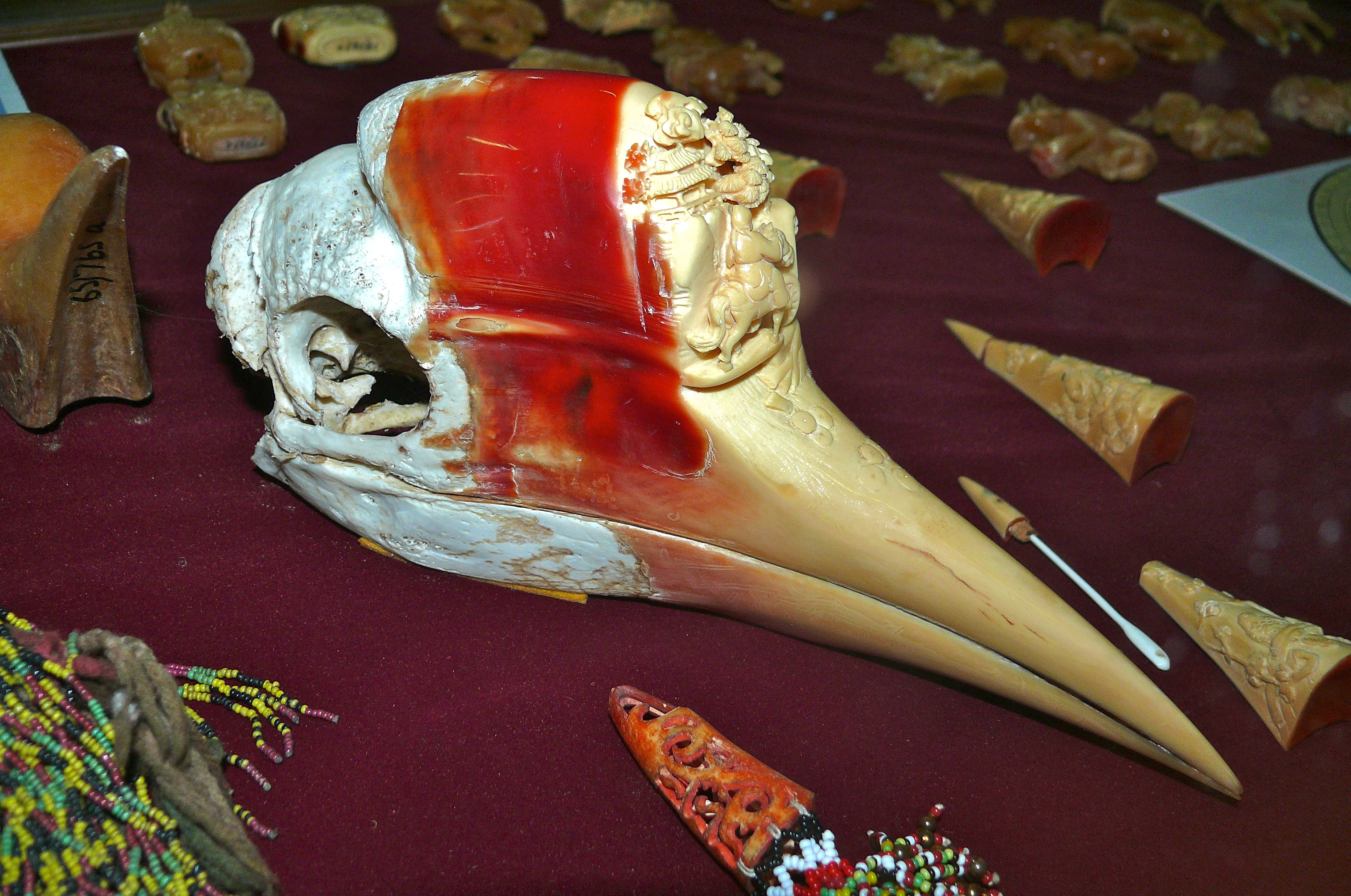
Cranio di bucero rinoceronte intagliato, al Museo del Sarawak, Malesia

I caschi sono regolarmente soggetti a lesioni e malattie. La lesione può essere auto-indotta o causata da fattori conspecifici o ambientali. Il carcinoma a cellule squamose invasivo è un problema comune, in particolare nel bucero maggiore. I buceri rinoceronti e i buceri dall'elmo sono stati a lungo cacciati per i loro caschi, usati per la fabbricazione di ninnoli e statuette. Gli articoli realizzati in avorio di bucero risalgono a più di 2000 anni fa nel Borneo, e a più di 1000 anni in Cina. I buceri dall'elmo sono particolarmente ricercati, poiché i loro caschi sono densamente solidi. Sebbene siano protetti dalla legge in tutto il loro areale, questi uccelli vengono uccisi a tassi insostenibili; tra il 2011 e il 2014, ad esempio, più di 1100 teschi sono stati sequestrati a bracconieri nella sola regione indonesiana del Kalimantan.

## Rettili
Alcune specie di camaleonti possiedono dei caschi, che in questi rettili sono sporgenze ossee sulla sommità della testa. Nelle specie che hanno il casco, i maschi tendono ad avere caschi significativamente più grandi delle femmine. Gli studi hanno dimostrato che i caschi sono usati per la comunicazione, inclusa l'indicazione dell'abilità in combattimento. In alcune specie, le dimensioni del casco predice accuratamente la forza del morso dell'individuo. I caschi formano un punto d'attacco per la muscolatura; i caschi più grandi formano un'area più ampia per l'attaccamento muscolare, che può risultare in un morso più forte. Il camaleonte velato delle distese aride dell'Arabia Saudita meridionale e dello Yemen presenta un casco particolarmente alto, che gli scienziati hanno teorizzato potrebbe essere utilizzato per raccogliere l'umidità o immagazzinare grasso.
Le lucertole dall'elmo della famiglia Corytophanidae hanno ossa parietali espanse. Nei generi Corytophanes e Laemanctus queste modificazioni sono presenti in entrambi i sessi; le ossa ispessite consentono una maggiore forza del morso essendo presente una maggiore superficie per l'attaccamento muscolare. Ciò può consentire a queste specie di nutrirsi di prede più grandi con esoscheletri più chitinosi. Nelle specie del genere Basiliscus, d'altra parte, i maschi hanno creste parietali molto più grandi delle femmine. Tuttavia, le ossa sottostanti sono sottili e allungate. Le loro creste allargate sono usate come display visivo; grandi creste possono far sembrare l'animale più grande. Le femmine scelgono preferibilmente maschi più grandi e i maschi più grandi hanno più successo negli incontri aggressivi con altri maschi.